# Иглистый тритон
Иглистый тритон, или ребристый тритон (лат. Pleurodeles waltl) — вид животных из рода ребристых тритонов отряда хвостатых земноводных.
Иглистый тритон — один из самых крупных видов тритонов.
Особенностью этого (и некоторых других, ему родственных) вида тритонов являются выступающие по бокам в случае опасности заострённые концы рёбер, на концах ребер находится ядовитое вещество, вызывающее раздражение и жжение в пасти хищника и заставляющее его бросить добычу.
У иглистого тритона не выделяют подвидов, хотя представители европейских и африканских популяций во многом отличаются друг от друга и со временем, возможно, будут описаны как самостоятельные подвиды.
В России ребристый тритон часто называется "испанским тритоном". Точно так же называют совершенно другой вид - тритона Боска, Lissotriton boscai, что иногда приводит к путанице. Тритоны, продающиеся под названием испанских в России, являются именно ребристыми, так как тритоны Боска почти отсутствуют в отечественной зоокультуре.

## Распространение
Иглистый тритон обитает на западной части Пиренейского полуострова — юго-западная Испания, Португалия и север Марокко.

## Описание

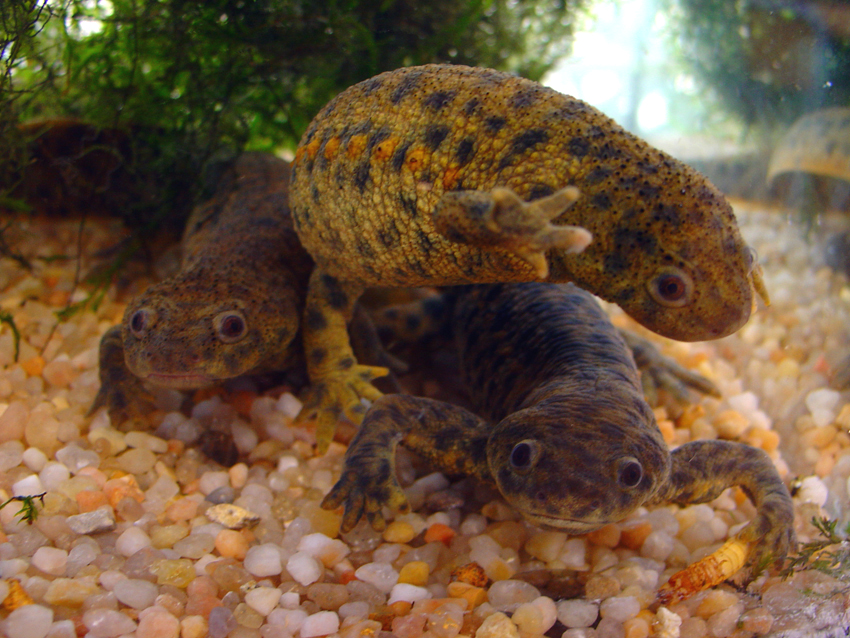
Три иглистых тритона в аквариуме

Относительно крупные животные — длина иглистого тритона обычно составляет 20—23 см, включая хвост.
Самки обычно крупнее самцов.
Половой диморфизм неявно выражен, иногда самцов сложно отличить от самок по внешнему виду.
В условиях дикой природы иглистый тритон может вырасти до 30 см в длину.
Спинного гребня нет.
Хвост сплющенный, на конце — закруглённый.
Длина хвоста меньше длины остального тела.
У женских особей хвост короче, чем у мужских.
Кожа тёмного бурого цвета с размытыми пятнами, иногда почти чёрная, на ощупь — зернистая со множеством бугорков и желез.
По бокам тела проходит ряд жёлтых или красных пятен.
В этих местах выступают острые концы рёбер тритона при защите.
Брюшко более светлое, сероватое, с мелкими тёмными пятнышками. В неволе выведена альбиносная форма с красными глазами, белой спиной и слегка желтоватым брюхом.

## Жизненный цикл

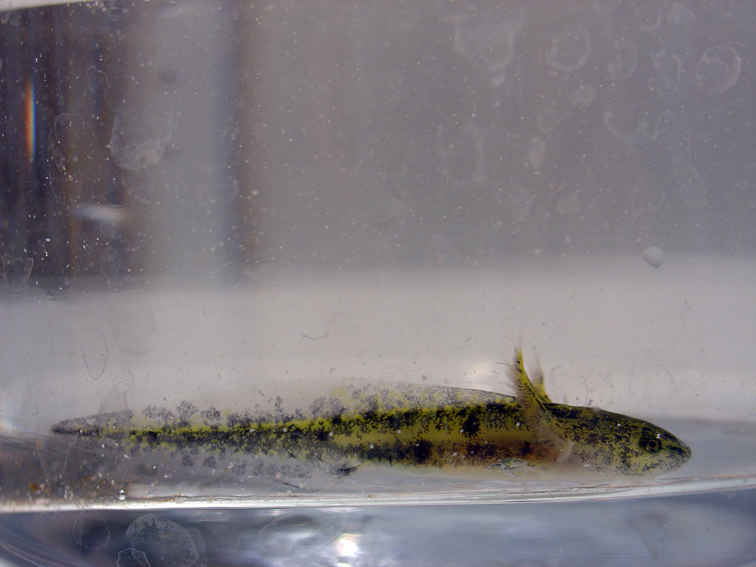
Иглистый тритон, стадия личинки

В году дважды приносит потомство — первый период размножения происходит с февраля по март, второй — с июля по август.
В брачный период у самцов на лапах появляются мозолистые образования.
Перед спариванием самец иглистого тритона устраивает брачные игры — быстро плавает вместе с самкой по водоёму, «обнимая» её при этом передними лапами.
Затем самец передаёт самке сперматофор и происходит оплодотворение.
Самка, в зависимости от своего размера, может отложить от 100 до 1000 икринок.
Личинки иглистого тритона обычно окрашены в более светлые тона, на голове имеются внешние жабры.
Иглистые тритоны достигают половой зрелости в возрасте одного-трёх лет.

## Половая принадлежность
Определение пола у иглистых тритонов регулируется половыми хромосомами, но может быть изменено температурой.
Самки имеют обе половые хромосомы (Z и W), в то время как самцы имеют две копии Z-хромосомы (ZZ). Однако, когда личинки ZW выращиваются при температуре 32 °C (90 °F) во время определенных стадий развития, они дифференцируются в функциональные новообразования. Гормоны играют важную роль в процессе определения пола, и поэтому тритонами можно манипулировать, чтобы изменить им пол, путем добавления гормонов в воду, в которой они выращиваются.
Ароматаза, синтезирующий эстроген фермент, который действует как стероидный гормон, играет ключевую роль в определении пола у многих позвоночных, не относящихся к млекопитающим, включая иберийского ребристого тритона. Этот фермент обнаружен в более высоком количестве у личинок ZW, чем в их аналогах ZZ, но не у термообработанных личинок ZW. Увеличение ферментов происходит вблизи конечных стадий, когда их пол уже может быть определен температурой.

## Образ жизни
Может вести и водный, и наземный образ жизни, но известно также, что иглистый тритон может не покидать водоём в течение нескольких лет.
Иглистые тритоны предпочитают прохладные, тихие и глубокие пресноводные водоёмы, питаются насекомыми, червями и головастиками.
Активны в дневное время суток.

## Исследования
Иглистые тритоны несколько раз были отправлены для исследований в космос. Первые иберийские ребристые тритоны в космосе появились в 1985 году на борту Bion7. Далее десять тритонов отправились в путешествие в компании двух макак и десяти крыс на советском спутнике Космос, без экипажа. Затем уже в 1992 году Bion10 снова нес иглистых тритонов на борту, как впоследствии в 1996 году и Bion11. В 2005 году Фотон-М2 также содержал на борту иберийского ребристого тритона.
Исследования иглистых тритонов были продолжены позднее в 1996 году экспериментами на космической станции Мир (экспедиция Мир-Кассиопея), с последующими исследованиями в 1998 году (экспедиция Мир-Пегас) и 1999 (экспедиция Мир-Персей). Исследования изучали способность тритонов к регенерации, которая в космосе проявлялась быстрее в целом и до двух раз быстрее на ранних стадиях), а также рассматривали стадии развития и размножения тритонов в космосе.
Тритоны были выбраны для этих исследований в частности потому, что они являются хорошей моделью для изучения микрогравитации. Их самки способны удерживать живую сперму в клоаке до пяти месяцев, что позволяет ей осеменяться на Земле, а позже, уже в космосе, самостоятельно вызывать оплодотворение посредством гормональной стимуляции. Другим преимуществом этого вида являлось их медленное развитие, благодаря которому можно было наблюдать все ключевые этапы онтогенеза от яйцеклетки до зародышей или личинок.
На Земле также проводились исследования влияния гипергравитации (до 3g) на оплодотворение иглистых тритонов, а также на фертильность рожденных в космосе тритонов после их возвращения на Землю. Они по-прежнему оставались плодородными и не имели проблем со здоровьем.